# 雨上がり (Kitriの曲)
「雨上がり」（あめあがり）は、2019年12月・2020年1月に、NHKの音楽番組『みんなのうた』で放送された楽曲。作詞：Hina、作曲：Mona、編曲・歌：Kitri。